# Russell Westbrook
Russell Westbrook (Hawthorne, Kalifornija, 12. studenog 1988.) američki je profesionalni košarkaš. Igra na poziciji razigravača, a trenutačno je član NBA momčadi Denver Nuggets. Seattle SuperSonics ga je izabrao u 1. krugu (4. ukupno) NBA drafta 2008. Westbrook je trostruki All-Star, te je tri puta biran u drugu All-NBA momčad. Russell Westbrook je ujedno osvojio i MVP nagradu (najkorisniji igrač) te je  srušio rekord Oscara Robertsona star preko 40 godina (rekord je bio do tada 41 triple-double, a Russell je imao 42 triple-double).

## Sveučilište
Westbrook je igrao dvije sezone proveo na sveučilištu UCLA. U posljednjoj sezoni za Bruinse u prosjeku je bilježio 12.7 poena i 4.3 asistencije po utakmici. Tijekom sveučilišne karijere bio je poznat kao odličan obrambeni igrač, što je potvrdio imenovanjem za obrambenog igrača godine divizije Pac-10. 

## NBA
Westbrook je izabran kao četvrti izbor NBA drafta 2008. od strane Seattle SuperSonicsa. SuperSonicsi su nakon spoznaje da se sele u Oklahoma City potpisali ugovore s njime i D. J. Whiteom. Izabran je za novaka mjeseca prosinca i veljače. Westbrook je sa 15.5 poena po utakmici u prosincu bio treći među novacima u ligi. S 5.1 asistencijom na drugom mjestu, s 5.1 skokom šesti i sa 1.33 ukradene lopte drugi. Jedini je novak i jedan od samo sedam igrača u cijeloj ligi koji je u prosjeku skupio barem 15 poena, 5 asistencija i 5 skokova. Westbrook je u veljači predvodio sve novake po broju poena (20.6) i drugi je bio po broju asistencija (5.9). Učinak karijere od 34 poena postigao je u porazu Thundersa od Sacramento Kingsa 122:118. Bio je jedan od kandidata za sudjelovanje na natjecanju u zakucavanju na NBA All-Star vikendu u Phoenixu 2009. godine, ali je završio na drugom mjestu (147.279 glasova) iza Rudy Fernándeza (251.868 glasova). 2. ožujka 2009., Westbrook je svoj prvi triple-double (17 poena, 10 skokova, 10 asistencija) u karijeri postigao u pobjedi protiv Dallas Mavericksa 96:87. Na kraju sezone završio je treći u izboru za novaka godine iza Derricka Rosea i O. J. Mayoa. Ali je zato izabran u All-Rookie prvu petorku. 

## NBA statistika

### Regularni dio
| Godina    | Klub          | UO | UP | Min. | 2P%  | 3P%  | Sl. bac.% | Skok. | Asist. | Ukr. lop. | Blok. | Poena |
| --------- | ------------- | -- | -- | ---- | ---- | ---- | --------- | ----- | ------ | --------- | ----- | ----- |
| 2008./09. | Oklahoma City | 82 | 65 | 32.5 | .398 | .271 | .815      | 4.9   | 5.3    | 1.3       | 0.2   | 15.3  |
| 2009./10. | Oklahoma City | 82 | 82 | 34.3 | .418 | .221 | .780      | 4.9   | 8.0    | 1.3       | 0.4   | 16.1  |
| 2010./11. | Oklahoma City | 82 | 82 | 34.7 | .442 | .330 | .842      | 4.6   | 8.2    | 1.9       | 0.4   | 21.9  |

## Vanjske poveznice
- Profil na NBA.com
- Profil na Yahoo!
- Profil na ESPN.com